# 韵海镜源

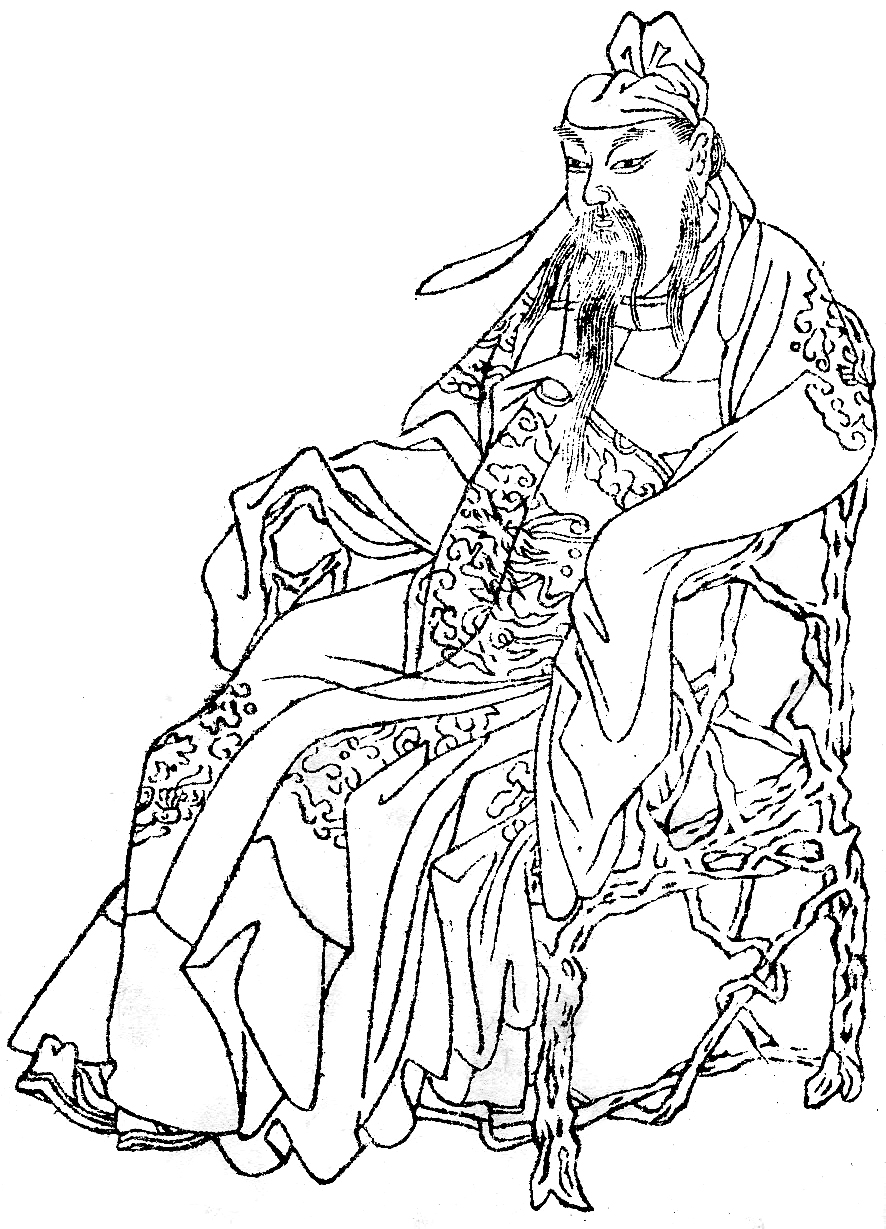
《韵海镜源》撰者颜真卿

《韵海镜源》(c. 780)由唐朝官员、书法家颜真卿(709–785)编写，是第一部依音排序的韵书。尽管《韵海镜源》早已散佚，《佩文韵府》(1711)等后世字典仍遵循了它依声调和韵母排列小韵顺序的体例。

## 内容
《韵海镜源》360卷共收字26911个。从任何标准看，这都是一部非常大的字典，“从当时的标准看，它就是非常大的一部书”。之后至少两个世纪内，《韵海镜源》都是收字最全的汉语字典，直到《集韵》(1039)收字53525个才超过它。
与同时代另两本超过100卷的字典（諸葛潁(539-615)《桂苑珠叢》和《字海》100卷对比，《韵海镜源》“更是一部不可思议的辞书作品”。:178

汉语词典传统上可分为字典和辞典两类，《韵海镜源》是最早的辞典兼韵书。早期的韵书只含《声类》(c. 230)和《切韵》(601)中的字，如《唐韻》(720)。
773年，颜真卿集结不同背景的学者50余人于故乡湖州编写《韵海镜源》，其中有许多是他的文友，如道家诗人张志和、禅宗僧侣释皎然，和《茶经》编者陆羽。同年用于存放《韵海镜源》的“韻海樓”落成，其于1666年经历重修，目前为浙江省湖州市市政图书馆与文化中心。
《韵海镜源》不只有单音节的字，还有多音节的复合词及少量成语。这使它成了真正的词典。
《韵海镜源》中的字在音韵上依《平水韵》的106韵排序。
元朝陰時夫《韻府群玉》(c. 1280)、明朝淩稚隆《五車韻瑞》(1592)、清朝《佩文韵府》(1711)均用了《韵海镜源》的106韵体例，增广了收字并纠正了错漏，最终收10257字头、212卷。:330
《駢字類編》(1728)是第一部抛弃了《韵海镜源》依末字声调和韵母排布的系统的词典，改用依首字。